# إد ويلسون (مغني)
إد ويلسون (بالبرتغالية: Ed Wilson‏) هو مغني برازيلي، ولد في 29 يوليو 1945 في ريو دي جانيرو في البرازيل، وتوفي بنفس المكان في 3 أكتوبر 2010 بسبب سرطان.

## وصلات خارجية
- إد ويلسون على موقع ميوزك برينز (الإنجليزية)
- إد ويلسون على موقع ديسكوغز (الإنجليزية)